# Cyphon umbricolor
Cyphon umbricolor is een keversoort uit de familie moerasweekschilden (Scirtidae). De wetenschappelijke naam van de soort werd in 2000 gepubliceerd door Nyholm.